# Atletisme als Jocs Olímpics d'estiu de 1900 - 4.000 metres obstacles masculins
La prova dels 4000 metres obstacles masculina va ser una de les proves d'atletisme que es va dur a terme als Jocs Olímpics de París de 1900. La prova es va disputar el 16 de juliol de 1900 i hi prengueren part vuit atletes representants de cinc països.
Era la primera vegada que es disputaven proves d'obstacles en uns Jocs Olímpics. El dia abans s'havien disputat els 2500 metres obstacles. La cursa es va córrer en un estadi de 500 metres de circumferència, al qual hagueren de donar vuit voltes. Els atletes havien de superar tanques, murs de pedra i una bassa.
Els tres medallistes dels 2500 metres obstacles també van participar en aquesta prova, tot i que sols Sidney Robinson aconseguí una nova medalla, en afegir un bronze a la plata aconseguida el dia abans.

## Medallistes
| Or          | Plata           | Bronze          |
| John Rimmer | Charles Bennett | Sidney Robinson |

## Rècords
Cap, ja que era la primera vegada que es disputava aquesta prova. És l'única vegada que s'ha disputat aquesta distància en uns Jocs Olímpics.

## Resultats
| Posició | Atleta            | Temps      |
| ------- | ----------------- | ---------- |
| Or      | John Rimmer       | 12' 58,4"  |
| Plata   | Charles Bennett   | 12' 58,6"  |
| Bronze  | Sidney Robinson   | 12' 58,8"  |
| 4       | Jacques Chastanié | desconegut |
| 5       | George Orton      | desconegut |
| 6       | Franz Duhne       | desconegut |
| —       | Alexander Grant   | DNF        |
| —       | Thaddeus McClain  | DNF        |

DNF: no finalitza la cursa
El trio britànic va dominar de cap a cap la cursa, acaparant les tres places de podi. La medalla d'or dels 2500 metres obstacles, Orton, acabà en cinquena posició.